# Pomnik Świętopełka Wielkiego w Gdańsku
Pomnik Świętopełka Wielkiego w Gdańsku – wykonany z brązu pomnik przedstawiający Świętopełka II Wielkiego, księcia gdańskiego w latach 1227–1266. Znajduje się w Gdańsku, na placu między ulicami Szeroką, Groblą II, Świętojańską i Złotników.
Pomnik odsłonięty został 22 sierpnia 2010 roku, na 750-lecie jarmarku dominikańskiego. Autorem projektu był gdański rzeźbiarz Wawrzyniec Samp, zaś fundatorem Zrzeszenie Kaszubsko-Pomorskie. Mierząca 2,8 m wysokości rzeźba przedstawia odzianego w pelerynę księcia z tarczą i mieczem, trzymającego w ręku akt nadania Gdańskowi praw miejskich (1236). Na cokole pomnika znajduje się napis w języku kaszubskim: Zrzeszonëch naju nicht nie złómie, po polsku: zrzeszonych nikt nas nie złamie.